# Selakova Poljana
Selakova Poljana is een plaats in de gemeente Vojnić in de Kroatische provincie Karlovac. De plaats telt 0 inwoners (2001).